# الهامور ح.ع
 الهامور ح.ع هو فيلم كوميدي سعودي عرض عام 2023، من بطولة فهد القحطاني، وخالد يسلم، وإسماعيل الحسن، وعلي الشريف، وخيرية أبو لبن، وفاطمة البنوي، والفيلم من تأليف هاني كعدور وإخراج عبدالإله القرشي.
وهو أول فيلم سعودي يُعرض تجارياً في دور السينما المصرية. واختير في أكتوبر 2023م ليكون الفيلم السعودي المرشح لجائزة الأوسكار لعام 2024.

## القصة
ويروي الفيلم قصة حارس أمن يحلم بالثراء وجمع الأموال، من خلال التكسب المشروع وغير المشروع، واضعاً نصب عينه هدف جمع المال بشكل سريع، وذلك في قالب كوميديا سوداء، ليتمكن حارس أمن ضمن أحداث الفيلم من جمع ثروة ضخمة عن طريق النصب وإتباع أساليب ملتوية، ليبدأ بعدها بإقناع البعض باستثمار أموالهم لديه ضمن وعود كاذبة بالحصول على ربح سريع، لتنقلب بعدها الأحداث في الفيلم إلى تطورات جديدة.
ويجسد الفيلم كوميديا حلم الثراء ونزعات النفس البشرية.

## طاقم التمثيل
- فهد القحطاني.
- خالد يسلم.
- إسماعيل الحسن.
- فاطمة البنوي.
- خيرية أبو لبن.
- علي الشريف.
- في فؤاد.[6][7]
- محمد القس (ضيف شرف).[8]

## وصلات خارجية
- الهامور ح.ع على موقع IMDb (الإنجليزية)
- الهامور ح.ع على موقع روتن توميتوز (الإنجليزية)
- الهامور ح.ع على موقع قاعدة بيانات الفيلم (الإنجليزية)
- الهامور ح.ع على موقع ليتربوكسد (الإنجليزية)